# Rebirth magick
Rebirth magick is een artistiek kunstwerk in Amsterdam-Noord.
Kunstenaar Camile Smeets (1983; studeerde aan de Gerrit Rietveld Academie) meldde over het betonnen beeld, dat het gemaakt is voor de tentoonstelling Concepts of mind ter gelegenheid van 200 jaar Rijksmuseum van Oudheden in 2018. Het beeld geeft het leven van de mens weer uitgaande van reïncarnatie (wedergeboorte, leven, dood, wedergeboorte). Smeets mengde allerlei kunstvormen met elkaar: archaïsch, uit de middeleeuwen, maar ook De schreeuw van Edvard Munch (de weergegeven dolende zielen) is er in terug te vinden. 
Het beeld staat bij Café Noorderlicht op het NDSM-terrein annex NDSM-plein.

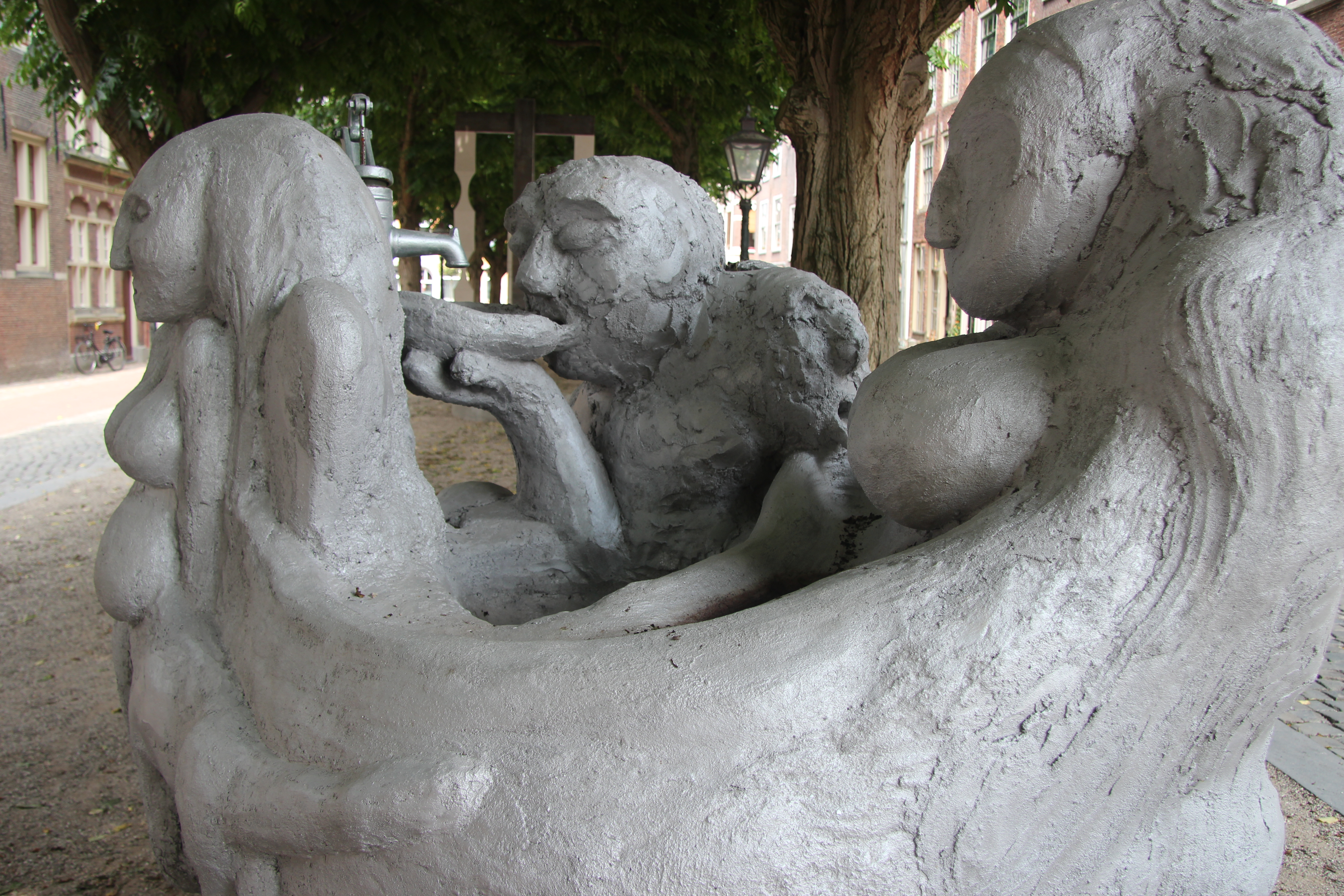
Rebirth magick in Leiden (2018)